# Ören, Östergötland
Ören är en sjö ca 4 kilometer från Åtvidaberg i Åtvidabergs kommun i Östergötland och ingår i Motala ströms huvudavrinningsområde. Sjön är 38 meter djup, har en yta på 3,27 kvadratkilometer och befinner sig 77 meter över havet. Sjön avvattnas av vattendraget Sviestadsån (Huseån).
Sjön har en omsättningstid på cirka 5 år, medelavrinning på cirka 6 l/s*km2, och medelnederbörd på  500 millimeter/år. Det rinner fem vattendrag till Ören: Den största är Axån, mynnar i sjöns sydvästra del. Axån utgör mer än 50 procent av sjön Örens tillrinningsområde. Här finns sjöar som fungerar som uppehållsmagasin. Örbågen mynnar i sjöns nordvästra del, ett vattendrag, belägen mitt i åkermarker inom Dala som mynnar i sjöns norra del och vattendragen från sjön Lilljällen respektive Storängsgölen. Ören tömmer sig i öster genom ett kort vattendrag till Vin.
Sjöns utformning kan tydligare åskådliggöras i satellit-djupkartan till sjön alt standard-djupkarta.

## Delavrinningsområde
Ören ingår i delavrinningsområde (645879-150830) som SMHI kallar för Utloppet av Ören. Medelhöjden är 89 meter över havet och ytan är 13,44 kvadratkilometer. Det finns ett avrinningsområde uppströms, och räknas det in blir den ackumulerade arean 51,22 kvadratkilometer. Sviestadsån (Huseån) som avvattnar avrinningsområdet har biflödesordning 2, vilket innebär att vattnet flödar genom totalt 2 vattendrag innan det når havet efter 101 kilometer. Avrinningsområdet består mestadels av skog (31 procent), öppen mark (14 procent) och jordbruk (28 procent). Avrinningsområdet har 3,49 kvadratkilometer vattenytor vilket ger det en sjöprocent på 26 procent.